# Thored
Thored (fl. X secolo) fu Conte di York nel X secolo e governò la parte meridionale del Regno di Northumbria per conto del Re d'Inghilterra.
La paternità di Thored è incerta e potrebbe essere figlio di Gunnar od Oslac entrambi Ealdorman del nord dell'Inghilterra, se egli fosse figlio di Gunnar allora avrebbe raggiunto la maggiore età attorno al 960 quando un uomo col suo nome razziò il Westmorland. Altre sue fugaci, quanto incerte, apparizioni nei documenti ufficiali si susseguono fino al 979 anno in cui comincia la sua carriera di Ealdorman e le date si fanno certe. Per quanto gli storici differiscano nelle proprie opinioni circa la qualità delle relazioni che egli ebbe, eventualmente, con Edgar d'Inghilterra o Edoardo il Martire pare invece che avesse ottimi rapporti con Etelredo II d'Inghilterra tanto che sua figlia Ælfgifu di York ne divenne la moglie. Thored fu Ealrdorman durante buona parte del regno di Etelredo e le sue tracce si perdono nel 992 anno in cui il sovrano lo incaricò di guidare una spedizione contro i vichinghi.

## L'oscurità della gioventù
Thored potrebbe essere stato, almeno parzialmente, di origine scandinava come suggerisce il titolo che gli viene dato nella Cronaca anglosassone quando vi viene citato nel 992. Qui, in qualità di Ealdorman dell'Hampshire viene chiamato con il titolo inglese di Ealdorman, mentre Thored chiamava sé stesso con il titolo scandinavo di Eorl.
Riguardo alle sue origini gli storici offrono ad oggi due interpretazioni. La prima vuole che egli sia figlio di Oslac che fu Ealdorman di York dal 966 fino al suo esilio nel 975. Tale ipotesi deriva da quanto scritto nel Liber Eliensis secondo il quale Oslac aveva un figlio chiamato Thorth che potrebbe essere una storpiatura di Thored. L'altra ipotesi, anch'essa assai considerata dagli storici, è che Thored fosse il figlio di un uomo chiamato Gunnar di cui non si sa nulla se non che era in possesso di terreni nell'East Riding of Yorkshire e nel Riding dello Yorkshire.
Se quest'ultima teoria fosse esatta allora la prima citazione di Thored nella storia risale al 966 quando la Cronaca anglosassone ricorda che Oslac divenne Ealdorman e che Thored, figlio di Gunnar, razziò il Westmorland, e in quello stesso anno Oslac ebbe la carica di Ealdorman.
Lo storico Frank Stenton che tale razzia fu più il frutto di una faida interna alla regione piuttosto che l'esecuzione da parte di Thored di un ordine avuto da Edgar il Pacifico. Sembra che Gunnar stesso fosse stato Ealdorman in un qualche periodo precedente, ma sempre in quella decade, e un documento del 963 (che sopravvive solo in un cartulario di data più tarda) e altri tre documenti datati al 965 citano un Gunnar quale Ealdorman.
Thored potrebbe anche essere lo stesso Thored che appare per la prima volta nei documenti durante il regno di Edgar e la sua primissima comparsa potrebbe risalire al 964 dove è testimone della donazione di alcune terre del Kent a un monastero di Gand da parte del sovrano. Tuttavia tale attestazione è tutt'altro che certa perché la validità stessa del documento viene messa in questione.
Un altro documento datato al 966 dove il re dona delle terre a una donna di nome Ælfgifu porta la firma illegibbile di un Ealdorman la cui firma, che inizia con la Þ potrebbe essere quella di Thored il cui nome in Antico inglese era Þoreð.

## L'Ealdorman
Secondo i documenti la carica di Thored come Ealdorman non può essere attestata con certezza prima del 979, egli appare nei documenti reali per la prima volta in quell'anno quando al trono sedeva Etelredo II d'Inghilterra e successivamente lo si trova citato sei volte nel 983, una nel 984, tre nel 985, una nel 988 e un'ultima volta nel 989. La sua numerosa presenza potrebbe anche significare che all'epoca c'erano più persone di nome Thored dotate di una certa influenza, ma non è una teoria universalmente accettata. Il suo predecessore Oslac venne espulso dal paese nel 975 e gli storici ritengono che questo potrebbe essere il prodotto della sua opposizione alla successione al trono di Edoardo il Martire nemico e fratellastro di Etelredo.
Quel che si sa circa il periodo in cui Thored fu Ealdorman è che non fu in buoni rapporti con Oswald di Worcester, Arcivescovo di York, in una memoria scritta dal prelato egli ricorda di come un gruppo di proprietà appartenenti alla sua arcidiocesi vennero catalogati e di come egli li avesse sempre tenuti in proprio possesso finché Thored non venne al potere e l'arcidiocesi ne venne privata.
Una di queste proprietà che si presume siano state tolte all'arcivescovo era quella di Newbald che era stata data da Edgar a un uomo chiamato Gunnar, cosa che fa ritenere ad alcuni storici che Thored stesse semplicemente reclamando quello che era stato tolto alla sua famiglia.
Le relazioni che Thored intrattenne con Edgar sono alquanto incerte se non altro per via della sua paternità dubbia, Oslac venne bandito dall'Inghilterra nel 975 anno della morte di Edgar. Alcuni storici convinti che egli fosse figlio di Gunnar presumono che le razzie che Thored compì nel Westmorland fossero dovute al risentimento per il fatto che il titolo di Ealdorman era andato ad Oslac ed Edgar reagì confiscando proprietà alla famiglia. Una prova a favore di questa teoria potrebbe essere il fatto che la proprietà di Newbald andata a Gunnar nel 963 fu comprata dal vescovo Oscytel (morto 971) al re in un momento imprecisato prima del 971 e questo implica che il sovrano s'era ripreso quelle terre.
I rapporti che Thored intrattenne con Etelredo II d'Inghilterra parvero essere buoni, Ælfgifu, la prima moglie di Etelredo, era probabilmente la figlia di Thored, prove di questo sono nell'opera di Aelredo di Rievaulx che nel suo De genealogia regum Anglorum scrisse che la prima moglie di Etelredo fu la figlia di un ealdorman (comes) chiamato Thored (Thorth).

## La sorte
La data della morte di Thored è incerta, ma la sua ultima apparizione storica è nella Cronaca anglosassone attorno all'anno 992 quando morì l'arcivescovo Osvaldo e fu commissionata a Thored una spedizione contro una flotta di predoni scandinavi.
In quell'anno il vescovo Oswald morì e giunse infine alla vita nel cielo e anche l'Ealdorman Æthelwine morì in quell'anno. Quindi il re e i suoi consiglieri decretarono che tutte le navi allora in uso dovessero confluire a Londra e il sovrano affidò la spedizione al comando dell'Ealdorman Ælfric dell'Hampshire (morto 1016), al conte Thored e ai vescovi Ælfstan e Æscwig (morto 1002) con l'ordine di provare a intrappolare le truppe danesi nel mare. L'Ealdorman Ælfric mandò qualcuno ad avvertire il nemico e la notte prima del giorno in cui avrebbero dovuto riunirsi per combattere egli, col favore delle tenebre, scappò col proprio esercito, cadendo in disgrazia, ed anche il nemico fuggì con l'eccezione dell'equipaggio di una nave che venne massacrato. Quindi l'esercito dei danesi si scontrò con le navi provenienti da Londra e dall'Anglia orientale, tutte furono saccheggiate e gli uomini uccisi .
I norvegesi capitanati da Olaf I di Norvegia avevano razziato le coste inglesi sin dall'anno prima quando era morto l'Ealdorman Byrhtnoth ucciso nella Battaglia di Maldon.
Gli storici ritengono che o Thored sia stato ucciso combattendo contro i norvegesi o che sia sopravvissuto, ma sia anche caduto in disgrazia o a causa della sconfitta o di un tradimento.
Alcuni storici ritengono che egli sia stato rimosso dal proprio incarico, che venne dato a Ælfhelm di York, a causa del suo fallimento, altri invece ritengono che la sua rimozione sia da attribuire alle sue ascendenze nordiche, come testimoniato da Giovanni di Worcester e anche dalle Cronache anglosassoni che attestano come Fræna, Godwine e Frythegyst scapparono dalla battaglia l'anno seguenti perché danesi per parte di padre.
Un uomo a nome Æthelstan morì nel 1010 alla battaglia di Ringmere e la sua denominazione di king's aþum lo rende probabilmente il figlio di Thored, la parola aþum significa infatti genero o cognato così è possibile che egli ne fosse il figlio o al massimo il nipote.